# Collatz-sejtés
A Collatz-sejtés egy máig megoldatlan probléma a matematikában. Több más néven is ismert, például Ulam-sejtés vagy 3n+1 probléma. A sejtés a nevét Lothar Collatzról kapta, aki 1937-ben fogalmazta meg azt.
A probléma a következő: Tetszőleges pozitív egész számból kiindulva képezzünk végtelen sorozatot úgy, hogy ha a sorozat utoljára kiszámított eleme páros, akkor a rákövetkező elem ennek fele lesz, különben viszont a háromszorosánál eggyel nagyobb szám. Például ha a 7-ből indulunk ki (amely páratlan), akkor a rákövetkező elem {\displaystyle 3\cdot 7+1=22}, amely páros, így a következő elem a 22 fele, azaz 11 lesz. Tovább folytatva a szabály alkalmazását a 7, 22, 11, 34, 17, 52, 26, 13, 40, 20, 10, 5, 16, 8, 4, 2, 1, 4, 2, 1, ... sorozatot kapjuk. Látható, hogy innentől a végtelenségig ismétlődik a 4, 2, 1 számhármas. Különböző számokból kiindulva azt tapasztaljuk, hogy újra meg újra olyan sorozatokat kapunk, amelyek a 4, 2, 1 számhármas végtelen ismétlődésébe torkollnak. A Collatz-sejtés azt mondja ki, hogy ez mindig így van: akármilyen pozitív számmal is kezdjük a sorozat képzését, a végén mindig a 4, 2, 1 ciklusba futunk bele. Egyelőre megoldatlan probléma annak eldöntése, hogy a sejtés helyes-e.

## A sejtés megfogalmazása
Legyen {\displaystyle a_{0}} egy tetszőleges pozitív egész szám. A sorozat szabálya a következő:
{\displaystyle a_{n+1}={\begin{cases}{\frac {a_{n}}{2}}{\text{, ha }}a_{n}{\text{ páros}}\\3a_{n}+1{\text{, ha }}a_{n}{\text{ páratlan}}\end{cases}}}
A sejtés szerint a sorozat egy {\displaystyle a_{0}}-tól függő {\displaystyle n} értéktől kezdve ugyanazt a ciklust fogja ismételni minden kiindulási érték esetén: {\displaystyle 1,4,2}. Azt a legkisebb számot, amitől kezdve ismétlődik a sorozat, megállási időnek nevezzük. Így a sejtés átfogalmazható: A fenti rekurziós képlet esetén minden {\displaystyle a_{0}}-ra van megállási idő.
Ha a sejtés hamis, akkor két lehetőségünk van:
1. a sorozat olyan ciklusba fut bele, ami nem tartalmazza az 1-et;
2. a sorozat minden határon túl növekszik.

### Példák
{\displaystyle a_{0}=20} esetén a sorozat: {\displaystyle 20,10,5,16,8,4,2,1,...}

A legfeljebb 20 elemű Collatz-sorozatok gráfja

{\displaystyle a_{0}=23} esetén a sorozat kissé hosszabb: {\displaystyle 23,70,35,106,53,160,80,40,20,10,5,16,8,4,2,1}, és, mint látható, egészen 160-ig növekszik.
Ha az indulási szám 2-hatvány, a sorozat megállási ideje kicsi lesz, egészen pontosan {\displaystyle \log _{2}a_{0}}, mivel csak a felezési iteráció történik meg. Ellenben Mersenne-prímek esetén először {\displaystyle n} alkalommal növekedni fog a sorozat {\displaystyle M_{n}}-ről indulva, mielőtt csökkenne.

## Ciklusok
A ciklusok olyan szám-n-esek, amelyek periodikusan ismétlődnek. A {\displaystyle (4,2,1)} ciklus triviális, a sejtés szerint minden sorozat tartalmazza.
A pontos definíció szerint {\displaystyle a_{0}}-ból kiindulva az n-ciklus azt jelenti, hogy {\displaystyle a_{n}=a_{0}}. Ha van ilyen ciklus, akkor a sejtés hamis.
A "rövidített" definíciója a ciklusoknak a következő:
{\displaystyle a_{n+1}={\begin{cases}{\frac {a_{n}}{2}}{\text{, ha }}n{\text{ páros}}\\{\frac {3a_{n}+1}{2}}{\text{ egyébként}}\end{cases}}}
Páratlan szám után ugyanis mindig páros következik. Így a ciklusokat a következőképpen jelölhetjük: {\displaystyle (a_{0},a_{1},a_{2},..,a_{n-1})}, mivel {\displaystyle a_{n}=a_{0}}.
Ebben az esetben {\displaystyle k} növekedés után ugyanennyi csökkenés következik be, ezt k-ciklusnak nevezzük. A triviális ciklus az {\displaystyle (1,2)}, ezt 1-ciklusnak nevezzük. Ez az egyetlen ismert ciklus, így a sejtés másik formája. 1977-ben Steiner igazolta, hogy kizárólag ez az 1-ciklus létezik. A bizonyítást felhasználva Simons igazolta 2000-ben, hogy nincs 2-ciklus. 2003-ban Simons és de Weger igazolta, hogy nincsen k-ciklus, ha {\displaystyle k\leq 68}.

## Vizsgálatok
A legtöbb matematikus szerint a sejtés igaz, erre utalnak a kísérleti vizsgálatok.

### Kísérleti tapasztalatok
Számítógépes módszerekkel a sejtést igazolták minden {\displaystyle n\leq 5\cdot 2^{60}} egészre. Ez magában nem jelenti a sejtés valószínűségének növekedését, mivel csak véges sok esetet lehet megvizsgálni a végtelen sokból. Előfordulhat ugyanis, hogy extrém nagy számok esetén találnak ellenpéldát, mint az történt például a Pólya-sejtés esetén. Éppen ezért a kérdést a kísérleti tapasztalatok nem támasztják alá megnyugtató módon.

### Valószínűségi heurisztika
Ha csak a páratlan számokat vizsgáljuk a sorozatban, az egymást követő számok hányadosa körülbelül 3/4. Ez arra utal. hogy a sorozat egy idő után csökkenni kezd. Természetesen mindez csak a divergenciát cáfolja, a sejtést nem igazolja. Ez alapján annyit lehet mondani, hogy a sejtés igazolódásának valószínűsége 1 bármely számra, ami nem jelenti azt, hogy minden számra igaz. (Ez egyszerűen a valószínűség tulajdonságaiból fakad.)

### Szigorú határok
Bár szigorúan nem sikerült még belátni minden számra, hogy igaz rá a sejtés, igen sokra teljesül. Krasikov és Lagarias igazolta, hogy az {\displaystyle \left[1,x\right]} intervallumban az ilyen számok mennyisége arányos {\displaystyle x^{0,84}}-nal.

## Érdekességek
Collatz maga nagyon nehéznek ítélte a problémát, azért sokáig nem is publikálta, csak az ismerőseinek beszélt róla. Már 1929-ben részt vett Göttingenben többek között gráfokat is említő előadásokon, és a 30-as években megfogalmazott kérdéseket, de csak az ötvenes évekből említik, hogy a konkrét sejtést szóban emlegette más matematikusoknak, és az első publikációk csak az 1970-es évek elején születtek meg.
Erdős Pál szerint „a matematika nem áll készen az ilyen problémákra”. Ez nem akadályozta meg abban, hogy 500 dolláros díjat írjon ki a bizonyításáért.
B. Thwaites 1000 dollárt ajánlott fel a probléma megoldásáért.
John Horton Conway bebizonyította, hogy a sejtés általánosítása algoritmikusan eldönthetetlen probléma.
Shizuo Kakutani megemlékezik egy viccről, ami szerint a Collatz-sejtést azért találták ki, hogy lelassítsák az amerikai matematikai haladást. Erre példának hozta fel, hogy egyszer egy teljes hónapig a Yale egyetem minden matematikusa a sejtést próbálta bizonyítani.